# 渔溪镇 (福清市)
渔溪镇是福建省福州市福清市西南部的一个镇，毗邻莆田市，位于渔溪下游、福厦公路沿线，东南距海约5千米。

## 名称由来
渔溪镇原名“虞溪镇”，以纪念唐末驻守当地的闽王牙将虞雄将军，“溪”字则指镇北的溪流。后因“渔”与“虞”同音，改为“ 渔溪镇”并沿用至今。

## 行政区划
渔溪镇共辖2个居委会、20个行政村，分别是：
渔江社区、虞阳社区、侨丰村、南升村、前亭村、钟前村、步上村、东际村、建新村、柳厝村、后岐村、南屿村、红山村、苏田村、上张村、双墩村、联华村、水头村、上郑村、后朋村、下里村和渔溪村。

## 交通
324国道经过该镇，福厦高速公路也设有渔溪出入口。